# Elezioni suppletive per la Camera dei rappresentanti degli Stati Uniti d'America del 1806
Nel corso del 1806 si tennero elezioni suppletive per la Camera dei rappresentanti per eleggere deputati della Camera nei distretti rimasti vacanti.

## Risultati

### Distretto congressuale at-large del Delaware
Le elezioni suppletive nel distretto congressuale at-large del Delaware si sono tenute il 1º settembre, in seguito alle dimissioni di Joseph Bryan.
| Partito                            | Partito                                               | Candidato                          | Risultati 1 settembre | Risultati 1 settembre |
| Partito                            | Partito                                               | Candidato                          | Voti                  | %                     |
| ---------------------------------- | ----------------------------------------------------- | ---------------------------------- | --------------------- | --------------------- |
|                                    | Democratico-Repubblicano                              | Dennis Smelt                       | 2 401                 | 51,87                 |
|                                    | Indipendente                                          | George M. Troup                    | 1 973                 | 42,62                 |
|                                    | Indipendente                                          | Buckner Harris                     | 254                   | 5,49                  |
|                                    | Indipendente                                          | Simons                             | 1                     | 0,02                  |
|                                    |                                                       |                                    |                       |                       |
| Iscritti                           | Iscritti                                              | Iscritti                           | 4 629                 | 100,00                |
| ↳ Votanti (% su iscritti)          | ↳ Votanti (% su iscritti)                             | ↳ Votanti (% su iscritti)          | 4 629                 | 100,00                |
| ↳ Voti validi (% su votanti)       | ↳ Voti validi (% su votanti)                          | ↳ Voti validi (% su votanti)       | 4 629                 | 100,00                |
| ↳ Schede non valide (% su votanti) | ↳ Schede non valide (% su votanti)                    | ↳ Schede non valide (% su votanti) | 0                     | 0,00                  |
| ↳ Astenuti (% su iscritti)         | ↳ Astenuti (% su iscritti)                            | ↳ Astenuti (% su iscritti)         | 0                     | 0,00                  |
|                                    |                                                       |                                    |                       |                       |
|                                    | Esito: collegio confermato a Democratico-Repubblicano |                                    |                       |                       |

### 7º distretto congressuale del Maryland
Le elezioni suppletive nel 7° distretto congressuale del Maryland si sono tenute il 4 ottobre, in seguito alle dimissioni di Joseph H. Nicholson.
| Partito                            | Partito                                               | Candidato                          | Risultati 4 ottobre | Risultati 4 ottobre |
| Partito                            | Partito                                               | Candidato                          | Voti                | %                   |
| ---------------------------------- | ----------------------------------------------------- | ---------------------------------- | ------------------- | ------------------- |
|                                    | Democratico-Repubblicano                              | Edward Lloyd                       | 1 237               | 83,75               |
|                                    | Indipendente                                          | James Brown                        | 240                 | 16,25               |
|                                    |                                                       |                                    |                     |                     |
| Iscritti                           | Iscritti                                              | Iscritti                           | 4 629               | 100,00              |
| ↳ Votanti (% su iscritti)          | ↳ Votanti (% su iscritti)                             | ↳ Votanti (% su iscritti)          | 4 629               | 100,00              |
| ↳ Voti validi (% su votanti)       | ↳ Voti validi (% su votanti)                          | ↳ Voti validi (% su votanti)       | 1 477               | 31,91               |
| ↳ Schede non valide (% su votanti) | ↳ Schede non valide (% su votanti)                    | ↳ Schede non valide (% su votanti) | 3 152               | 68,09               |
| ↳ Astenuti (% su iscritti)         | ↳ Astenuti (% su iscritti)                            | ↳ Astenuti (% su iscritti)         | 0                   | 0,00                |
|                                    |                                                       |                                    |                     |                     |
|                                    | Esito: collegio confermato a Democratico-Repubblicano |                                    |                     |                     |

### 1º distretto congressuale della Pennsylvania
Le elezioni suppletive nel 1° distretto congressuale della Pennsylvania si sono tenute il 27 novembre, in seguito alle dimissioni di Michael Leib.
| Partito                            | Partito                                               | Candidato                          | Risultati 27 novembre | Risultati 27 novembre |
| Partito                            | Partito                                               | Candidato                          | Voti                  | %                     |
| ---------------------------------- | ----------------------------------------------------- | ---------------------------------- | --------------------- | --------------------- |
|                                    | Democratico-Repubblicano                              | John Porter                        | 2 396                 | 73,09                 |
|                                    | Federalista                                           | James Brown                        | 829                   | 25,29                 |
|                                    | Federalista                                           | James Brown                        | 53                    | 1,62                  |
|                                    |                                                       |                                    |                       |                       |
| Iscritti                           | Iscritti                                              | Iscritti                           | 3 728                 | 100,00                |
| ↳ Votanti (% su iscritti)          | ↳ Votanti (% su iscritti)                             | ↳ Votanti (% su iscritti)          | 3 728                 | 100,00                |
| ↳ Voti validi (% su votanti)       | ↳ Voti validi (% su votanti)                          | ↳ Voti validi (% su votanti)       | 3 278                 | 87,93                 |
| ↳ Schede non valide (% su votanti) | ↳ Schede non valide (% su votanti)                    | ↳ Schede non valide (% su votanti) | 450                   | 12,07                 |
| ↳ Astenuti (% su iscritti)         | ↳ Astenuti (% su iscritti)                            | ↳ Astenuti (% su iscritti)         | 0                     | 0,00                  |
|                                    |                                                       |                                    |                       |                       |
|                                    | Esito: collegio confermato a Democratico-Repubblicano |                                    |                       |                       |

## Riepilogo
| Data          | Stato             | Collegio | Parlamentare uscente | Partito                  | Parlamentare eletto | Partito                  |
| ------------- | ----------------- | -------- | -------------------- | ------------------------ | ------------------- | ------------------------ |
| 23-24 gennaio | Carolina del Nord | 10°      | Nathaniel Alexander  | Democratico-Repubblicano | Evan S. Alexander   | Democratico-Repubblicano |
| 1 settembre   | Connecticut       | At-large | John C. Smith        | Democratico-Repubblicano | Theodore Dwight     | Democratico-Repubblicano |
| 1 settembre   | Delaware          | At-large | Joseph Bryan         | Democratico-Repubblicano | Dennis Smelt        | Democratico-Repubblicano |
| 4 ottobre     | Maryland          | 7°       | Joseph H. Nicholson  | Democratico-Repubblicano | Edward Lloyd        | Democratico-Repubblicano |
| Novembre      | Virginia          | 13°      | Christopher H. Clark | Democratico-Repubblicano | William A. Burwell  | Democratico-Repubblicano |
| 27 novembre   | Pennsylvania      | 1°       | Michael Leib         | Democratico-Repubblicano | John Porter         | Democratico-Repubblicano |